# 7087 Lewotsky
7087 Lewotsky (1991 TG4) là một tiểu hành tinh vành đai chính bên trong được phát hiện ngày 13 tháng 10 năm 1991 bởi K. Lawrence ở Palomar.